# The Magnificent Kotobuki
The Magnificent Kotobuki ist eine von GEMBA produzierte Anime-Fernsehserie aus dem Jahr 2019. Sie wurde auch auf Deutsch und in weiteren Sprachen veröffentlicht sowie als Manga und Light Novel umgesetzt. 2020 folgte zudem ein Anime-Kinofilm.

## Inhalt
Die jungen Pilotinnen Kylie, Reona, Zara, Chika, Kate und Emma gehören der Flieger-Staffel Kotobuki an. Die Menschen leben von Tauschhandel. Da die einzelnen Ortschaften teilweise weit voneinander entfernt sind, werden Güter nicht über Landweg, sondern in riesigen Luftschiffen transportiert. Dies ist ein gefundenes Fressen für Luftpiraten. Die Mädchen der Fliegerstaffel müssen viele Gefahren überwinden, um die verschiedenen Missionen zu erfüllen.

## Produktion und Veröffentlichung
Der Anime entstand bei den Studios GEMBA und Wao World, wobei das erste für Computeranimationen und das zweite für 2D-Animationen zuständig war. Regie führte Tsutomu Mizushima und das Drehbüch schrieb Michiko Yokote. Das Charakterdesign entwarf Shō Sugai und die künstlerische Leitung lag bei Kazuo Ogura. Die Tonarbeiten leitete Tsutomu Mizushima.
Die 12 Folgen wurden vom 13. Januar bis 31. März 2019 in Japan von Nippon BS, MBS, Tokyo MX und Aichi TV ausgestrahlt. Die Plattformen Crunchyroll und HiDive veröffentlichten spanisch, portugiesisch und englisch untertitelte Fassungen. In Deutschland wurde sie am 5. Juni 2020 von KSM Anime auf Kaufmedien veröffentlicht.

### Synchronisation
Die Synchronisation entstand in den G&G Studios in Kaarst. Lukas Güttes übernahm die Dialogregie und schrieb gemeinsam mit Jörn Friese die Dialogbücher.
| Rolle | japanischer Sprecher | deutsche Sprecher   |
| ----- | -------------------- | ------------------- |
| Kylie | Sayumi Suzushiro     | Poetine Alijah      |
| Reona | Asami Seto           | Esther Brandt       |
| Zara  | Hibiku Yamamura      | Alice von Lindenau  |
| Chika | Miyu Tomita          | Jana Dunja Gries    |
| Kate  | Sayaka Nakaya        | Katharina von Daake |
| Emma  | Eri Yukimura         | Fabienne Hesse      |

### Musik
Die Musik der Serie wurde komponiert von Shiroh Hamaguchi. Das Vorspannlied ist Sora no ne von ZAQ und der Abspann ist unterlegt mit dem Song Tsubasa wo Motsu Mono-tachi von Kotobuki Squadron.

## Print-Publikationen
Von April 2019 bis März 2020 erschien im Magazin Shōnen Jump+ eine Adaption des Animes als Manga, geschrieben von Muneaki Taoka und gezeichnet von Tasuku Sugie. Der Verlag Shūeisha brachte die Kapitel auch gesammelt in einem Band heraus. 2019 erschien bei Shūeisha in Japan eine Light Novel zum Anime, die von Andō Keiji geschrieben und von Tasuku Sugie illustriert wurde.